# Манастир Горњак
Манастир Горњак припада Епархији браничевској Српске православне цркве и представља непокретно културно добро као споменик културе. Налази у долини реке Млаве, између Петровца на Млави и Жагубице, 65 km југоисточно од Пожаревца, односно на 18 km од Петровца ка Жагубици. Изграђен је у периоду од 1376-1380. године као задужбина кнеза Лазара. Судећи по многобројним поменима у историјским изворима, у манастиру се живело без прекида. Од средњовековних грађевина сачувале су се главна манастирска црква, посвећена Ваведењу и капела у пећини, посвећена Светом Николи.
По основној архитектонској замисли, горњачка црква припада моравској школи. Ваведењска црква има тролисну основу са куполом. Припрата је накнадно дозидана, као и звоник са тремом. Живопис је слабо очуван, а 1847. године пресликао га је Живко Павловић, сликар из Пожаревца. Бољом очуваношћу одликују се преостале фреске у капели Светог Николе. Познати српски писац, Ђура Јакшић, написао је поему „Пут у Горњак“.

## Перспектива
Манастир Ждрело, касније назван Горњак, на малој заравни изнад леве обале Млаве испод стрмих литица планине Јежевца, задужбина је кнеза Лазара. Околни предео толико је леп и живописан, да је Ђура Јакшић у одушевљењу певао: „Од Великог Села до самога Ждрела, ко да је вила нека ћилим разастрела“. Феликс Каниц је записао: „Застали смо као опчињени раскошном идилом овог предела где су боравили српски пустињаци“.
Манастир је подигнут 1378. године, када је кнез издао и оснивачку повељу, а патријарх Спиридон је својом духовном влашћу потврдио. Као мотив изградње манастира, кнез Лазар наводи жељу да учини мали принос Богородици „с надом у њену помоћ на Страшном суду Христовом“. Али, осим духовних, могући су и извесни државнички разлози за подизање овог манастира. Наиме, Лазар је тек овладао овим крајевима, па је хтео да то обележи својом задужбином. Следеће зиме или пролећа, Радич син Бранка Растиславића збаци власт Лазареву, а како су манастир и ктиторска композиција у цркви, приказујући Лазара и његову породицу на то још увек подсећали, оштетио је манастир. До маја 1379. године Лазар је поново потукао Радича и одузео му имања, а манастир дао тек пристиглом Григорију Синајиту — Млађем, који се са братством потрудио „о вздвиженији и сзданији храма того и о инех вештех“ али с новчаном „помоштију господина кнеза Лазара“. Исте године Лазар издаје другу повељу коју је такође потврдио српски патријарх. Уколико то није каснија интерполација (фалсификат), манастир је изузет из власти надлежног епископа, осим у духовним пословима и праву помињања, а монасима је остављено право да сами бирају свог игумана. За издржавање манастира и братства, Лазар је даровао Горњаку многа села у Браничеву, Стигу, Хомољу и Подунављу. Оригиналне повеље нису сачуване, већ су до нас дошле у каснијем и доста лошем препису, при чему су прва кнежева повеља и обе патријархове састављене уједно, док је друга кнежева повеља изгубљена. Овакву повељу објавили су: Франц Миклошич (по препису Јоакима Вујића) и Шафарик (по препису Вука Караџића).

## Историја
За време трајања средњовековне српске државе манастир је уживао сва права из оснивачке повеље као и велики углед у народу и монаштву. За ово је имао захвалити пре свега угледу свога ктитора кнеза Лазара који се определио за Царство небеско, јер „земаљско је за малена царство, а небеско увек и до века“. Игуман манастира Горњака замонашио је око 1503. године деспота Ђорђа Бранковића, унука деспота Ђурђа од сина Стефана слепог, давши му име Максим.
Ипак, турско ропство донело је многе невоље како народу тако и монасима. Први попис за турске управе бележи Ваведење у Ждрелу заједно са селом Бистрицом, и заједничким обавезама. Манастир је „настањен“ тј у њему живе монаси. У првој половини XVI века попис бележи у манастиру шест калуђера, а годишњи приход султановој благајни износи 437 акчи. Каснији пописи бележе напредак манастира јер у њему живи осам монаха а годишњи приход од ушура (највише од шире) и других дажбина износи чак 2.681 акчу. Попис из времена Мурата III (1574-1595), сведочи да манастир опада, јер се број монаха смањио на двојицу, а годишњи приход износи само 1.000 акчи. У овом попису јавља се први пут ново име манастира — Горњак. Име не долази од назива западног ветра, већ од „горњег града“. Наиме, Горњачка клисура је препуна остатака старих утврђења: на вису Вукану је градић као и на Узенгији, на супротној страни на Јежевцу стражара осматрачница са које се види читав предео, све до Београда. Крај реке су постојале зидане капије које су затварале тај једини и мучни пролаз у Хомоље.
Историју манастира слабо познајемо, а оскудни су подаци о његовим игуманима, монасима, инвентару и имовини. Његови су монаси учесници свих збегова и сеоба којима је био изложен цео српски народ. Летописи бележе да је деспот Ђурађ 1437. предао Турцима градове Вишеслав и Ждрело: „тогда пресељеније многим иноком от својих виталишт би“. Како су монаси са собом носили и своје књиге и драгоцености, то се оне налазе расуте по многим фрушкогорским манастирима. Тако се у Ремети налази рукописни зборник проповеди светог Григорија Богослова, писан 1628. године. Аустријску окупацију северне Србије, сходно одлукама Пожаревачког мира (1718), Горњак је дочекао у рушевинама. Обновљеног га је видео Максим Ратковић, егзарх београдског митрополита и описао: „црква је стара, са једним трулом (кубетом) ... озго шиндром покривена, неокречена, без звона“. У манастиру живи само један монах, а сва имовина је виноград од 15 јутара.
На црквенонародном сабору у Сремским Карловцима 1735. године учествовао је и Данило, игуман горњачки. Године 1743. помиње се игуман Максим чији је сребром позлаћени крст сачуван. Он је дозидао спољашњу припрату уз манастирску цркву, а на потесу званом „Кључ“ подигао је скривницу у коју су се склањали монаси и манастирске драгоцености пред налетом Турака, пошто су паљења и рушења у овом веку била честа. Ускоро су га Турци 1765. године разорили и спалили, али га монах Киријак обновио.
Када су га Турци поново спалили, Киријак бежи у Аустрију. Ускоро се замонашио његов син и као монах Руфим постао игуман. У рату познатом као Кочина Крајина, Турци су 1788. године спалили манастир јер је игуман Исаија сарађивао са Аустријанцима. Он је, наиме, 1784. године једну шпијунску делегацију чији је задатак био да уходе турске снаге на том простору и процене изгледе за ратне успехе (Покорни и Митесер са пратиоцима) прошетао по Хомољу и Пожаревцу. Манастир се успешно обнављао, а 1792. године, заузимањем митрополита код Мустафа паше, купљена је једна воденица, за шта је добио и уредну тапију. Београдски везир Мустафа паша издао је 1796. године дозволу да се оправи манастирско кубе. Манастир се обнављао и у прошлом веку за време устаничких борби, али и касније. Милутин Петровић, брат Хајдук Вељка, поклонио је Горњаку једно кандило. Карађорђе издаје 1812. године сведочанство манастиру да слободно користи планину и земљиште које има.
Кнез Милош је много учинио за обнову манастира у тек ослобођеној Србији, посебно у Браничевској епархији. То није необично обзиром на његову побожност и чињеницу да је Пожаревац био једна од његових престоница. Бринуо је и за обнову и одржавање Горњака, али је по писању Вука Караџића, у свој двор пребацио једну од манастирских драгоцености — барјак, наводно, цара Душана Силног. На барјаку је с једне стране грб Душанов, попис области којима је владао и натпис: „Вјем твоја дела и труди, за имја моје трудилсја јеси“ (Отк 2,2-3), а са друге стране благовештенски кондак: „Возбраној војеводје побједитељнаја“. Касније је барјак вратио манастиру, али су га једном приликом монаси поклоне његовом сину — кнезу Михаилу Обреновићу.
У прошлом веку Горњак је, уз манастире Студеницу и свети Роман, одређен за санаторијум у коме су лечени умоболни болесници у посебним ћелијама. У њему су издржавали казне и неки осуђеници. Тако је Народни суд српски у Крагујевцу донео 26. фебруара 1831. године пресуду да се Милосав Радосављевић из Жагубице, због убиства окује у једну ногу и пошаље у манастир Горњак где ће бити прикован за зид у једној од соба. Касније у њему издржавају казне свештеници које државни суд осуди на временске казне.
Руска црква у прошлом веку указала је Горњаку изузетну пажњу, поклонивши му један мали манастир у Москви. За управника овог манастира постављен је горњачки игуман Сава, који је у Москви на том положају и умро. Борбу да се манастир опорави и подигне успоравале су и поплаве које су често биле катастрофалне, као она 1825. када је срушен конак.
Замонашен је 1935. године у манастиру 10. марта, да би 1/14. јула исте године, био рукоположен у чин јерођакона, као сабрат манастира Тадеј Штрбуловић. Априла 1947. године старац Тадеј постаје сабрат манастира. У чин архимандрита произведен је 1989. године пред моштима кнеза Лазара.
По једној причи, у време бугарске окупације у Првом светском рату, ствари из Горњака су спаљиване у Петровцу, а један трговац је случајно видео повељу кнеза Лазара и један крст и спасао их од ломаче, подмитивши бугарског војника.
Последњу окупацију манастир је тешко поднео, јер је старешина манастира синђел  Мардарије (Здравковић) интерниран у Немачку и умро у логору, а братство се расуло. Године 1943. немачка окупаторска војска се уселила у манастирске објекте и у њима остала до краја рата. Тих година уништен је драгоцени материјал из манастирске ризнице, међу њима и препис повеље о оснивању манастира. Није ништа боље било ни после рата, јер га је преузела Југословенска армија и држала све до 1953. године када је коначно враћен Цркви тј. Епархији браничевској и када се у њега усељавају монаси. На предлог епископа браничевског, Свети архијерејски синод СПЦ претворио је Горњак у женски манастир. У њега се уселило сестринство из Македоније на челу са игуманијом Надеждом Лукијањук, које није желело да остане у оквиру тзв. Македонске цркве.
Манастир Горњак је у последња два века имао веома учене монахе. Сава, игуман горњачки половином прошлог века, био је стални професор београдског Лицеја, а Доситеј (Новаковић) је изабран за тимочког епископа. У овом веку синђел Серафим (Палајда) био је дипломирани теолог, а из овога је манастира завршио основну школу, богословију и факултет Сава (Андрић), епископ браничевски (1991—1993).
Од децембра 2021. године део братства из манастира Тумана на челу са протосинђелом Петром (Богдановић) прелази у манастир Горњак. Игуман горњачки архимандрит Петар (Богдановић) изабран је и хиротонисан за викарног епископа топличког 2022. године. Садашњи игуман горњака је јеромонах Гаврило (Стевић).

## Манастирски комплекс
Манастир Горњак, иако владарска задужбина, скромних је димензија, што је често изазивало сумњу у Лазарево ктиторство. Многи од манастирских објеката нису сачувани у првобитном стању. У Другом светском рату спаљена су оба конака.
Данас манастирски комплекс чине манастирска црква, капеле Григорија Синајита, Зимска капела и капела Светог Илије, стари и нови конак. Изван манастирског комплекса постоје два објекта: једноспратна зграда за духовника и госте, и трпезарија за вернике који се овде окупљају о великим празницима.

### Црква
Манастирска црква, посвећена празнику Ваведења Пресвете Богородице, прислоњена је уз планинску стену и заузима централно место у малом простору манастирске порте. У ниши северног зида налази се ковчег са моштима светог Григорија Синајита — Млађег, називаног и Григорије Горњачки и Григорије Ћутљиви.

#### Архитектура
Манастирска црква има тролисну основу са полукружним апсидама, већом — олтарском на истоку и мањим певничким са северне и јужне стране. Димензије цркве су 14х4,5 m. Кубе са осмостраним тамбуром које лежи на квадратном постољу, носе 4 пиластра. Кров је покривен оловом. Са западне и јужне стране дозидана је припрата са звоником. Иконостас је рађен 1935. године у Охриду (рад Тимотеја Полебзеја), а иконе две године касније у манастиру Раковици (Слободан Лазаревић и Милисав Јовић).

#### Живопис
Првобитни живопис није сачуван, јер је страдао у пожарима и разарањима, а његовом уништењу допринели су и Турци скидајући оловни покривач са крова и изложивши тако цркву утицају временских непогода. Оно што сада имамо од живописа, потиче из каснијих времена, из XVIII и XIX века. Међу њима је и фреско портрет ктитора кнеза Лазара. У певничким апсидама разазнају се представе светих ратника.

### Капела Григорија Синајита
Примивши манастир да управља њиме, Григорије Синајит се потрудио да га духовно обогати, па је у пећини у једној стрмој стени изнад самог манастира, дорадом и дозиђивањем, уредио испосницу сачињену од: келије и капеле посвећене Светом Николи. У капели је сахрањен у гробници коју је за живота спремио. Целокупне зидне површине биле су фрескописане, али су време, влага и касније кречење, скоро све уништили па се једва по нешто разазнаје. (Три фотографије приказују фреске из ове капеле.) Уметник је био човек невеликог сликарског дара и вештине, са више смисла за пропорцију фигура него за колорит. Историја ове капеле, саставни је део историје Горњака. Попис из 1467. године, помиње је као манастир светога Николе у Ждрелу, који султановој благајни плаћа годишње 200 акчи. Деценију касније, када се турска власт у овим крајевима усталила и организовала стварањем субашилука, први браничевски субаша Али-бег Михалоглу уселио се у капелу Григоријеву претворивши ову тешко приступачну црквицу у свој лични стан. Тако је манастир постао седиште турске окупаторске власти, иако су монаси и даље остали у њему, а капела и даље плаћала своју обавезу од 200 акчи. Године 1528 манастиру припадају и 3 влашке куће од којих приход износи 150 акчи. Када се турска граница померила северније, Турци су вратили монасима ову капелу и напустили манастир.

### Капеле
Поред капеле Григорија Синајита, у Горњаку постоје још две: тзв. Зимска капела уређена у припрати дозиданој са јужне стране манастирске цркве, и капела Светог Илије уређена у новом манастирском конаку.

### Стари конак
Приземна зграда (24х6 m) подигнута 1963. године, са кухињом, трпезаријом и скромним келијама за монахе.

### Нови конак
Нови конак је подигнут и освећен 1979. године, има корисну површину око 200 m².

## Предање
Према предању, забележеном 1867. године, манастир Горњак настао је овако:
Ловио кнез Лазар са својом пратњом по планинама, испод којих се сада налази манастир. Ловећи, тако, наиђу у шуми на испосника светог Григорија, једног од познатих синајита. Кнез је желео да разговара са светим човеком, али он није хтео прећи на другу страну Млаве, те је разговор започет гласним довикивањем преко хучне реке. Када је светитељ схватио да се ради о побожном човеку, утиша на том месту, уз помоћ молитве божје, хучање реке и мирно поразговара са кнезом. Кнез, хотевши да испуни жељу светитеља да му овде подигне богомољу, подиже цркву Ваведења Пресвете Богородице у Ждрелу браничевском.
Тако вели предање, а сам кнез Лазар, „самодржац всеје србскији земље”, у повељи манастиру Горњаку, каже: ‘’... поштах се малоје сије приношеније принети владичици мојеј пресветој Богородици, и саздав црков в мјестје рекомјем Ждреље Браничевском...” Стога остаје чињеница да је изградња овог манастира везана за два велика имена, кнеза Лазара и Григорија Синајита — Млађег. Скоро сви детаљи о кнежевом тражењу ‘’одступнице нацији” у Браничеву су познати, али мало ко зна откуд синајит, дакле монах са Синаја, у Лазаревој држави. Григорије Синајит — Млађи, ученик Ромила Раваничког, обрео се 1379. године у још слободној Србији, бежећи са хришћанског истока, преко Свете горе Атоске и Парорије у Бугарској, заједно са својим учитељем и ученицима. Са сигурношћу се може закључити да је манастир подигнут између 1378. и 1381. године, да је његов ктитор кнез Лазар, а да се Григорије Синајит — Млађи само ‘’потрудио са братством око подизања овог манастира”.
Историја манастира је историја народа овога краја. Рушили су га и палили, пљачкали његове драгоцености, одводили монахе, а он је поново ницао, ту поред Млаве, прилепљен уз камене стрмине планине Јежевца. Мошти преподобног Григорија (које се сада налазе у манастирској цркви), носили су монаси, бежећи од Турака, па су тако боравиле у манастирима Орешковици, Хопову, Војловици, а за време Другог светског рата у Саборној цркви у Пожаревцу.
Манастир, који је добио име по ветру горњаку, који дува овом долином, чувао је велике драгоцености у својој ризници: повељу кнеза Лазара, повељу патријарха српског Спиридона (XIV век), барјак цара Душана, чашу кнеза Лазара, са угравираним иницијалима... Кажемо ‘’чувао је”, јер тих драгоцености више нема у манастиру. У Првом светском рату, Бугари су однели, не само златни путир, који је кнез Лазар поклонио манастиру, барјак цара Душана и све друге драгоцености, већ и манастирска звона.
У Другом светском рату, Немци су запалили манастир, па су тако пропале или однете и остале вредности манастирске ризнице и библиотеке, а међу њима нестале су и повеље кнеза Лазара и патријарха Спиридона.